# Intercepció
Una intercepció o atac intermediari (man-in-the-middle attack, en anglès) en criptografia, és un atac en el qual l'atacant adquireix la capacitat de llegir, inserir i modificar els missatges entre l'emissor i el receptor sense que cap d'ells sàpiga que l'enllaç ha estat interceptat entre ells, pensant que es comuniquen directament. L'intercepció és particularment significativa en el protocol original d'intercanvi de claus de Diffie-Hellman, quan aquest es fa servir sense autenticació.

## La necessitat d'una transferència addicional per un canal segur
Excepte l'Interlock Protocol, tots els sistemes criptogràfics segurs davant d'intercepcions requereixen un intercanvi addicional de dades o la transmissió de certa informació a través d'algun tipus de canal segur. En aquest sentit, s'han desenvolupat molts mètodes de negociació de claus amb diferents exigències de seguretat respecte al canal segur.

## Possibles subatacs
L'intercepció pot incloure alguns dels següents subatacs:
- Intercepció de la comunicació (eavesdropping), incloent anàlisi del trànsit i possiblement un atac a partir de textos plans ( plaintext ) coneguts.
- Atacs a partir de textos xifrats escollits, en funció del que el receptor faci amb el missatge desxifrat.
- Atacs de substitució.
- Atacs de repetició.
- Atac per denegació de servei (Denial of service). L'atacant podria, per exemple, bloquejar les comunicacions abans d'atacar una de les parts. La defensa en aquest cas passa per l'enviament diari de missatges d'estatus autenticats.

L'intercepció s'empra típicament per referir-se a manipulacions actives dels missatges, més que per denotar intercepció passiva de la comunicació.

## Un exemple decriptografia de clau pública
Suposem que Alice desitja comunicar-se amb en Bob, i la Mallory vol interceptar aquesta conversa, o potser fer arribar un missatge fals a en Bob. Per iniciar la comunicació, l'Alice ha de demanar a en Bob la seva clau pública. Si en Bob envia la seva clau a l'Alice, però la Mallory és capaç d'interceptar-la, aquesta podria desplegar una intercepció. Mallory podria enviar a l'Alice la seva pròpia clau pública (de la Mallory, en lloc de la de Bob). L'Alice, creient que la clau pública rebuda és d'en Bob, xifraria el seu missatge amb la clau de la Mallory i li enviaria el criptograma a en Bob. La Mallory ho interceptaria de nou, desxifraria el missatge amb la seva clau privada, guardaria una còpia; tornaria a xifrar el missatge amb la clau d'en Bob (després d'alterar-lo, si així ho desitgés) i el reenviaria a en Bob. Quan aquest ho rebés, creuria que es tracta d'un missatge fiable de l'Alice.

1. L'Alice envia un missatge al Bob, que és interceptat per la Mallory:
```
Alice
 
"Hola Bob, sóc l'Alice. Envia'm la teva clau"
--> 
Mallory
 
Bob
```

2. La Mallory reenvia el missatge al Bob; Bob no sap que realment no ve de l'Alice:
```
Alice
 
Mallory
 
"Hola Bob, sóc l'Alice. Envia'm la teva clau"
--> 
Bob
```

3. En Bob respon amb la seva clau d'encriptació:
```
Alice
 
Mallory
 <--
[Clau d'en Bob]
 
Bob
```

4. La Mallory reemplaça la clau d'en Bob amb la seva pròpia clau, i l'envia a l'Alice, fent veure que és la clau d'en Bob:
```
Alice
 <--
[Clau de la Mallory]
 
Mallory
 
Bob
```

5. L'Alice encripta un missatge amb el que creu que és la clau d'en Bob, pensant que solament el podrà llegir en Bob:
```
Alice
 
"Trobem-nos a la Plaça Catalunya a les 18:00!"[encriptat amb la clau de la Mallory]
--> 
Mallory
 
Bob
```

6. Malgrat tot, com que en realitat estava encriptat amb la clau de la Mallory, Mallory pot desencriptar-lo, llegir-lo, modificar-lo (si vol), reencriptar-lo amb la clau d'en Bob i reenviar-lo al Bob:
```
Alice
 
Mallory
 
"Trobem-nos a la Plaça Catalunya a les 19:00!"[encriptat amb la clau d'en Bob]
--> 
Bob
```

7. Bob pensa que aquest missatge és una comunicació segura de l'Alice.

Aquest exemple il·lustra la necessitat de l'Alice i en Bob de comptar amb alguna garantia que estan fent servir efectivament les claus públiques correctes. En un altre cas, les seves comunicacions es veurien exposades a atacs d'aquest tipus utilitzant la tecnologia de clau pública. Afortunadament, hi ha una varietat de tècniques que ajuden a defensar-se de les intercepcions.

## Defenses contra l'atac
La possibilitat d'una intercepció segueix sent un problema potencial de seguretat seriós, fins i tot per a molts criptosistemes basats en clau pública. Hi ha diversos tipus de defensa contra aquestes intercepcions que utilitzen tècniques d'autenticació basades en:
- Claus públiques.
- Autenticació mútua forta.
- Claus secretes (secrets amb alta entropia).
- Contrasenyes (secrets amb baixa entropia).
- Altres criteris, com el reconeixement de veu o altres característiques biomètriques.

La integritat de les claus públiques ha d'assegurar d'alguna manera, però aquestes no exigeixen ser secretes, mentre que els contrasenyes i les claus de secret compartit tenen el requeriment addicional de la confidencialitat. Les claus públiques poden ser verificades per una autoritat de certificació (CA), perquè la clau pública sigui distribuïda a través d'un canal segur (per exemple, integrada en el navegador web o en la instal·lació del sistema operatiu).